# Kaszó
Kaszó est un village et une commune du comitat de Somogy en Hongrie.